# كازويا أوكازاكي
كازويا أوكازاكي (باليابانية: 岡﨑 和也) (28 يوليو 1991 في هيروشيما في اليابان – )؛ هو لاعب كرة قدم ياباني سابق كان يلعب كلاعب وسط.

## وصلات خارجية
- كازويا أوكازاكي على موقع رابطة كرة القدم اليابانية للمحترفين (اليابانية)
- كازويا أوكازاكي على موقع قاعدة بيانات كرة القدم.إي يو (الإنجليزية)
- كازويا أوكازاكي على موقع Soccerway.com (الإنجليزية)